# Chamyla arctomys
Chamyla arctomys är en fjärilsart som beskrevs av Alphéraky 1897. Chamyla arctomys ingår i släktet Chamyla och familjen nattflyn. Inga underarter finns listade i Catalogue of Life.